# Iucunda sane

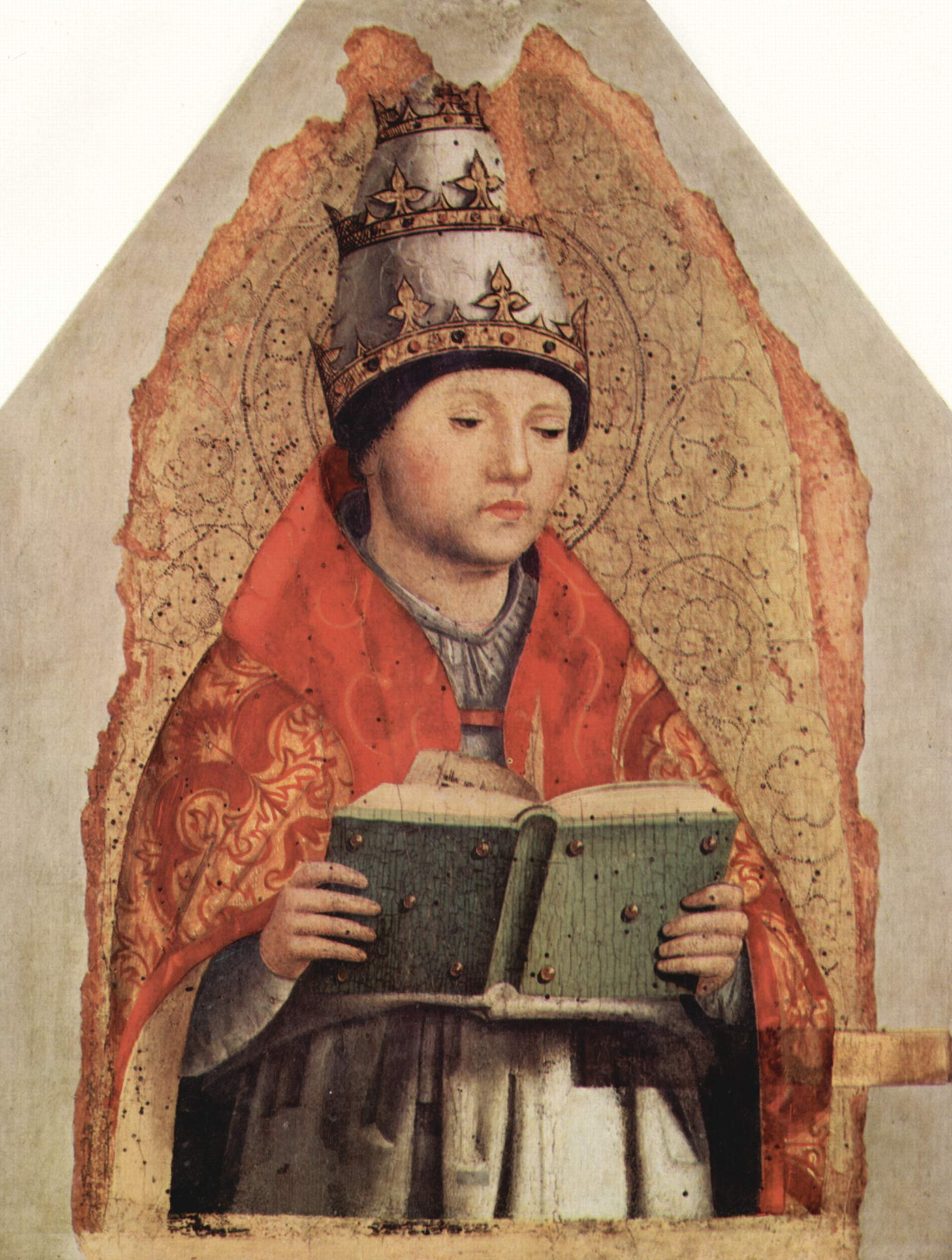
Gregório I (retrato ideal de Antonello da Messina, c. 1472/1473)

Iucunda sane é uma encíclica do Papa Pio X, datada de 12 de março de 1904 e dedicada ao "1300º aniversário da morte de São Gregório I, o Grande" (Doutor da Igreja e Padre da Igreja).
Nessa encíclica, o Papa Pio X descreve os principais estágios da vida de São Gregório, sua carreira, seu pontificado e suas obras. Ele enfatiza particularmente o fato de Gregório ter saído do monaquismo para se tornar papa, que, como um prudente bispo de Roma, ele ampliou as terras dos Estados Papais e promoveu a administração interna da Igreja. Ele também é elogiado por ter conseguido conquistar os lombardos e anglo-saxões para o cristianismo. Por fim, Pio X enfatizou as reformas litúrgicas que mais tarde deram origem ao canto gregoriano e às muitas centenas de cartas que destacariam a verdadeira grandeza do santo.